# Dirty Blvd.
Dirty Blvd. è un brano musicale scritto dall'artista statunitense Lou Reed e pubblicato come 45 giri nel 1989 (lato B: Last Great American Whale).
Terza traccia e secondo singolo estratto dall'album New York, è diventata una delle canzoni più note dell'intero repertorio di Lou Reed, e raggiunse la prima posizione nella classifica Billboard Modern Rock Tracks restandoci per quattro settimane all'inizio del 1989.
Il testo della canzone tratta dei contrasti tra poveri e ricchi a New York. Versioni dal vivo del brano sono state incluse negli album Perfect Night: Live in London e Animal Serenade. Dirty Blvd. fu una delle quattro canzoni eseguite da Reed insieme a David Bowie durante il concerto per il 50º compleanno di quest'ultimo nel 1997.